# 후이룽관둥다제역

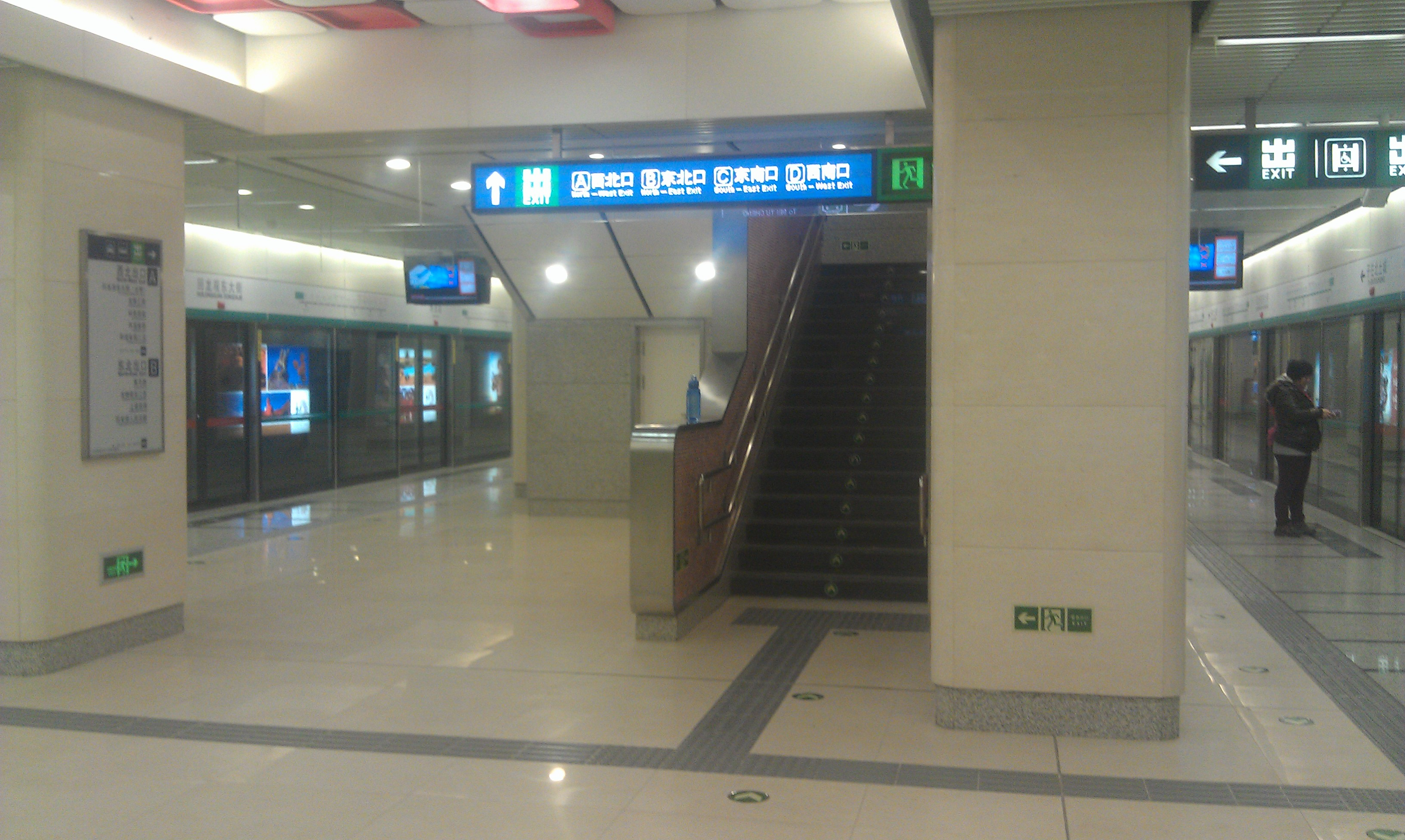
후이룽관둥다제 역 승강장

후이룽관둥다제역(중국어: 回龙观东大街站, 한자음: 회룡관동대가참)은 중국 베이징시 창핑구 훠잉 가도·룽쩌위안 가도 접경의 후이룽관 동대가·린추이로(林翠路)의 교차로에 위치한 베이징 지하철 8호선의 지하철역이다. 이 역은 2011년 12월 31일에 8호선 2차 구간 북단의 종착역으로 사용되었다. 2013년 12월 28일, 8호선 북부 연장선이 개통되어 더 이상 종착역이 아니다.

## 위치
이 역은 후이룽관 문화거주구 동쪽에 위치해 있으며, 후이룽관 동대가(回龙观东大街, 동서방향)와, 황핑 서로(黄平西路, 남북방향)의 교차로에서 남북으로 배치되어 있다.

## 구조
후이룽관둥다제 역은 섬식 승강장을 갖춘 지하역이다. 역 상단의 색 띠는 붉은색이다.
| 지면층   | 거리                            | A-D출구                          |
| 지하 1층 | 대합실                          | 고객 센터, 자동 매표기, 개집표기 |
| 지하 2층 | ←                               | ■ 8호선 주신좡 방면(핑시푸)      |
| 지하 2층 | 섬식 승강장, 왼쪽 출입문이 열림 |                                  |
| 지하 2층 | →                               | ■ 8호선 중국미술관(훠잉)         |

## 출구
|                         |                |
| 출구                    | 출구 인근      |
| 出口 · A                | 커싱로(科星路) |
| 出口 · B                | 커싱로(科星路) |
| 出口 · C                | 커싱로(科星路) |
| 出口 · D                | 커싱로(科星路) |
| 아이콘 설명: 엘리베이터 |                |

## 인접역
| 베이징 지하철 8호선 | 베이징 지하철 8호선   | 베이징 지하철 8호선  |
| ------------------- | --------------------- | -------------------- |
| 핑시푸 주신좡 방면  | ■ 베이징 지하철 8호선 | 훠잉 중국미술관 방면 |